# Vilankurichi
Vilankurichi é uma vila no distrito de Coimbatore, no estado indiano de Tamil Nadu.

## Demografia
Segundo o censo de 2001, Vilankurichi tinha uma população de 9122 habitantes. Os indivíduos do sexo masculino constituem 51% da população e os do sexo feminino 49%. Vilankurichi tem uma taxa de literacia de 78%, superior à média nacional de 59.5%: a literacia no sexo masculino é de 83% e no sexo feminino é de 73%. Em Vilankurichi, 11% da população está abaixo dos 6 anos de idade.